# Гней Корнелий Лентул (трибун 68 пр.н.е.)
Вижте пояснителната страница за други личности с името Гней Корнелий Лентул.
Гней Корнелий Лентул (на латински: Gnaeus Cornelius Lentulus) е политик на Римската република през втората половина на 1 век пр.н.е. Произлиза от фамилията Корнелии, клон Лентул.
През 68 пр.н.е. той е народен трибун. Неговите колеги са Гай Анций Рестион, Гай Антоний Хибрида, Гай Фундиан, Квинт Марций, Гай Попилий, Марк Валерий, Луций Волкаций, Квинт Цецилий Метел Целер и Луций Хостилий Дазиан. Консули тази година са Квинт Марций Рекс и Луций Цецилий Метел, който умира в началото на годината и за суфектконсул е избран Сервилий Вация, който умира преди да постъпи в длъжност.